# Møbelringen Cup 2014
Møbelringen Cup 2014 var den 14. udgave af kvindehåndboldturneringen Møbelringen Cup og blev afholdt fra den 27. – 30. november 2014 i Arena Larvik i Larvik og i Oslo Spektrum i Oslo i Norge. Turneringen havde deltagelse af Danmark, Frankrig, Serbien og værtsnationen Norge. Turneringen blev vundet af Danmark, der vandt alle sine kampe.

## Resultater
| Dato  | Hold 1   | Hold 2   | Resultat |
| ----- | -------- | -------- | -------- |
| 27.11 | Serbien  | Frankrig | 18-22    |
| 27.11 | Norge    | Danmark  | 21-24    |
| 28.11 | Danmark  | Serbien  | 32-20    |
| 28.11 | Norge    | Frankrig | 21-20    |
| 30.11 | Norge    | Serbien  | 30-18    |
| 30.11 | Frankrig | Danmark  | 23-26    |
| Kilde |          |          |          |

| Hold     | Kampe | Mål   | Point |
| -------- | ----- | ----- | ----- |
| Danmark  | 3     | 82-64 | 6     |
| Norge    | 3     | 72-62 | 4     |
| Frankrig | 3     | 65-65 | 2     |
| Serbien  | 3     | 56-84 | 0     |
| Kilde    |       |       |       |